# آن در گرین گیبلز (موسیقی)
آن در گرین گیبلز (انگلیسی: Anne of Green Gables: The Musical) یک موسیقی بر پایه رمان آن در گرین گیبلز نوشته لوسی ماد مونتگومری است.